# Salpicón de frutas
El salpicón de frutas o simplemente salpicón es una bebida o refresco típico de Colombia que se obtiene de la mezcla de trozos de diferentes frutas en su propio jugo o en otro líquido.
Hay muchas maneras de prepararlo, algunas más sencillas y otras con más adiciones, pero la más tradicional consiste en mezclar banano, piña, papaya, melón y sandía en un vaso con un ligero jugo de estas frutas, algunas veces mezclado también con una bebida de cola.
Se consume frío, ya sea como bebida refrescante o como postre. Es ofrecido en toldas, casetas o pequeñas tiendas.

## Salpicón de Baudilia
El salpicón de Baudilia o salpicón payanés es un famoso postre de origen colonial, típico de la ciudad de Popayán, departamento del Cauca, que se obtiene de la mezcla de mora de Castilla, lulo, guanábana, azúcar y mucho hielo raspado que antiguamente se traía del volcán Puracé.
Este postre era uno de los más entrañables del Libertador Simón Bolívar, quien escribió varias cartas que hoy día reposan en el Archivo General de la Nación, en las que declaraba la emoción que sentía cada vez que viajaba a Popayán y probaba este salpicón.

## Como refresco
Desde hace más de sesenta años, la empresa Postobón produce un refresco (Tutti Frutti) con sabor a salpicón.